# Pravilo gola u gostima
Pravilo gola u gostima je način odlučivanja o pobjedniku u izjednačenim nogometnim utakmicama, kao i kod ostalih sportova kada se igraju po dvije utakmice između 2 momčadi, svaka u jedne momčadi kod kuće. Kod gola u gostima, momčad koja postigne više pogodaka u gostujućoj utakmici pobijeđuje ako je ukupni rezultat izjednačen. Često se kaže da gol u gostima "vrijedi dvostruko" kod izjednačenja.
Pravilo gola u gostima se najčešće koristi u natjecanjima s dvjema utakmicama koje se odlučuju na ukupan rezultat, kad se golovi dviju utakmica zbroje. Većinom se pobjednik rješava jedanaestercima, ali kod nekih natjecanja, gol u gostima je prvi element koji odlučuje pobjednika. Pravila variraju od vremena kada je postignut pogodak, u regularnom tijeku utakmice u produžetcima, ili oboje.
Namjena gola u gostima je da ohrabri momčadi da budu više napadačke. U nogometu, pravilo vodi do nervoznih prvih utakmica, domaća momčad teško postiže pogodak, jer se gosti najčešće povuku u obranu i pokušaju iz kontri postići pogodak za prednost u uzvratu. Takva taktika čini uzvratnu utakmicu uzbudljivijom, nakon prve utakmice s malo golova, obje momčadi imaju priliku za pobjedu. Mnogo je rasprava o tome je li ovo pravilo nepošteno za one momčadi koje prvu utakmicu igraju u gostima, a drugu kod kuće, pa protivnička momčad može izgubiti vodstvo dobiveno kod kuće zbog straha od gola u gostima.
Korištenje pravila gola u gostima je kod natjecanja s dvije utakmice, poput nokaut faza UEFA Lige prvaka, UEFA Europske lige, CAF Lige prvake, CAF Konfederacijskog kupa i kod kvalifikacija za FIFA Svjetsko prvenstvo ili UEFA Europsko prvenstvo.  
Jedan od najpoznatijih slučajeva golova u gostima je polufinalna utakmica UEFA Lige prvaka 2002./03. između Intera i Milana. Obje su utakmice igrane na San Siru, milanskom stadionu obadviju momčadi. Utakmice su završile 0:0 i 1:1, ali je AC Milan bio "gost" za vrijeme uzvratne utakmice koja je završila 1:1. Zbog toga je prošao dalje u finale.